# Stjepan Mesić
Pour les articles homonymes, voir Mesić.
Stjepan Mesić, dit Stipe Mesić, né le 24 décembre 1934 à Orahovica (Yougoslavie), est un homme d'État croate.
Député au Parlement de Croatie dans les années 1960, Mesić revient en politique en 1990 pour contribuer au lancement de l'Union démocratique croate (HDZ) avec Franjo Tuđman. Il est nommé Premier ministre après la victoire de la HDZ aux législatives de 1990 puis est élu représentant croate à la présidence de la République. En 1991, après avoir été vice-président, il est le dernier président de la république fédérative socialiste de Yougoslavie.
Après la dissolution de la Yougoslavie, il est président de la Chambre des représentants, de 1992 à 1994. Il se brouille avec Franjo Tuđman en 1994, puis forme les Démocrates indépendants croates (HND), parti qui fusionne en 1997 avec le Parti populaire croate (HNS).
En 2000, peu après la mort de Franjo Tuđman, il est élu président de la république de Croatie. Réélu en 2005, il quitte le pouvoir en 2010, étant remplacé par Ivo Josipović.

## Biographie

### Les premières années
Stjepan Mesić est né à Orahovica, en Slavonie. Il fait ses études à la faculté de droit de Zagreb. Après être devenu avocat, il travaille à Orahovica et à Našice. Il finit son service militaire et travaille comme juge municipal.
Il déménage à Zagreb pour travailler pour la société « Univerzal » en tant que directeur des affaires générales, ce qui impliquait, dans la Yougoslavie communiste, son alignement avec la Ligue des communistes de Yougoslavie.

### Débuts en politique
En 1966, ses concitoyens votent spontanément pour lui aux élections municipales et il bat les deux autres candidats, du Parti communiste et de l'Union socialiste des travailleurs. En 1967, il devient maire d'Orahovica et membre du Parlement croate. En tant que maire, il tente de construire une usine sur fonds privés mais le projet est arrêté par Tito car perçu comme une tentative d'introduction du capitalisme, ce qui était illégal au vu de la Constitution d'alors.

### Un réformateur en prison
Au début des années 1970, Mesić apporte son soutien au printemps croate qui, faisant suite à cette « déclaration », appelle à plus de droits pour la Croatie en Yougoslavie concernant l'économie, la politique et la culture. Le gouvernement l'accuse alors d'actes de propagande ennemie. Malgré le fait que seuls 5 des 55 témoins se prononcent contre lui, il est condamné à un an et deux mois de prison. Il fait appel mais il est incarcéré en 1975, pour un an, à la prison de Stara Gradiška. 

### Les changements des années 1990

#### Un fondateur de la HDZ
Absent de la vie politique depuis le début des années 1970, Stjepan Mesić participe en 1990 à la création de l'Union démocratique croate (HDZ) aux côtés de Franjo Tuđman. Il devient cette même année secrétaire général de ce parti puis Premier ministre de Croatie de mai à août 1990 après les premières élections multipartites en Croatie depuis la Seconde Guerre mondiale.

#### Le dernier président de la Youglosavie communiste
Il quitte ce poste pour prendre part à la présidence fédérale de la RFS Yougoslavie, en tant que vice-président.
La présidence tournant annuellement entre les différentes républiques yougoslaves, lorsque le tour de la Croatie arrive le 15 mai 1991, le président en exercice, le représentant de la Serbie Borisav Jović demande contrairement aux règles qu'un vote ait lieu. S'opposent alors à la nomination de Mesić les quatre membres de la présidence que Slobodan Milošević y avait fait nommer à l'issue de ses coups de force de 1987-1990 en Serbie, en Voïvodine, au Monténégro et au Kosovo, tandis que les quatre autres membres le soutiennent (le représentant de la Croatie — c'est-à-dire lui-même, ainsi que ceux de la Slovénie, de la Bosnie-Herzégovine et de la Macédoine).
En juillet 1991, à l'issue des accords de Brioni, le médiateur de la Communauté européenne obtient que la règle constitutionnelle soit appliquée et Mesić est nommé président. Il devient ainsi, en 1991, le dernier président de la Yougoslavie socialiste.
Cependant, il est trop tard : Stipe Mesić n'aura jamais réellement l'autorité du président fédéral, la fonction de commandant en chef de l'armée fédérale (JNA) étant effectivement usurpée par Milošević et ses alliés, dont le secrétaire fédéral de la Défense Veljko Kadijević et son chef d'état-major Blagoje Adžić.

#### Retour en Croatie indépendante et scission de la HDZ
Lorsque la Croatie déclare son indépendance en octobre 1991, Mesić quitte son poste de président car il était évident que la république fédérative socialiste de Yougoslavie n'existait plus. Il revient en Croatie en 1992 et devient député à la Chambre des représentants, chambre basse de la Diète. Le 7 février, il en est élu président.
Rapidement, il se brouille avec le président Tuđman qu'il accuse de céder à la branche la plus nationaliste de la HDZ ainsi que de s'arranger avec Slobodan Milošević pour se partager la Bosnie-Herzégovine. Il critique aussi les privatisations en temps de guerre, leur manque de transparence et les profits qu'elles engendrent. En outre, il apporte son soutien à Josip Manolić, président de la Chambre des comitats que Tuđman tente de démettre de ses fonctions, et chef de file des modérés de l'Union démocratique.
En 1994, Mesić quitte la HDZ pour former un nouveau parti, les Démocrates indépendants croate (HND), avant de rejoindre, en 1997, avec la plupart des membres de son parti le Parti populaire croate (HNS).

### Président de la République

#### Une élection sans difficultés

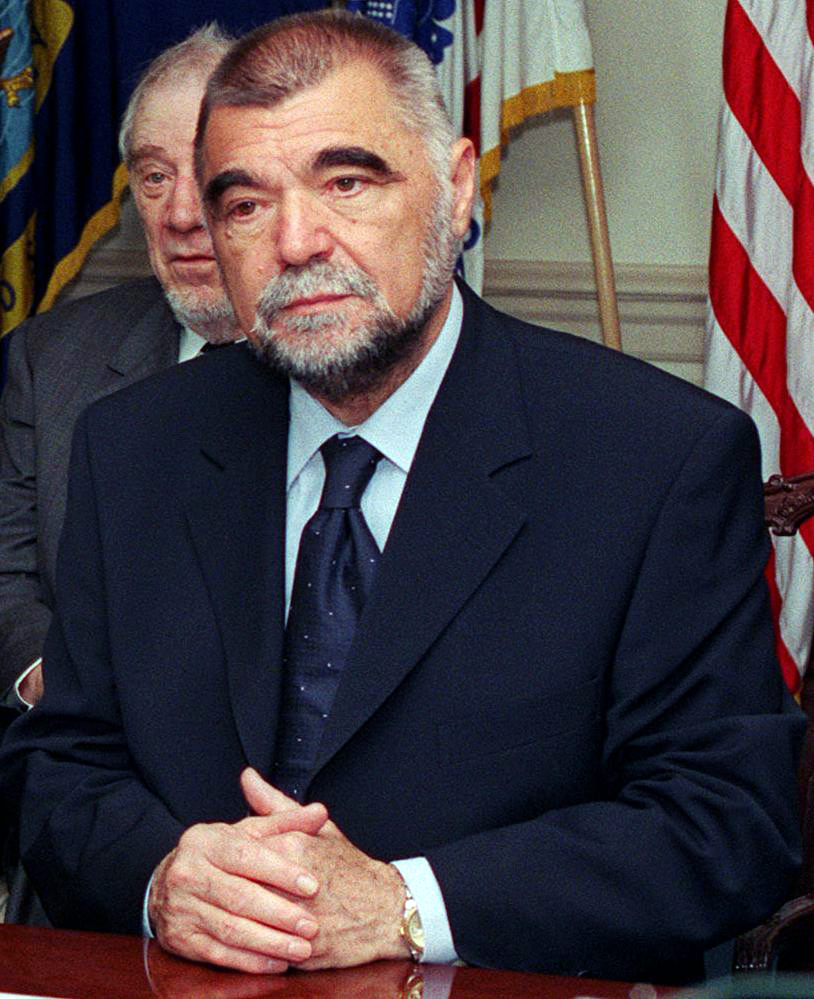
Stjepan Mesić, le 8 août 2000.

À la suite de la mort de Franjo Tuđman le 10 décembre 1999, une élection présidentielle anticipée est convoquée le 24 janvier 2000. Mesić reçoit l'investiture du HNS, du Parti paysan croate (HSS), du Parti libéral (LS), de la Diète démocrate istrienne (IDS) et de l'Action sociale-démocrate croate (ASH). Au premier tour il se trouve principalement opposé à Dražen Budiša (en), député, candidat du Parti social-libéral croate (HSLS) et du Parti social-démocrate de Croatie (SDP) ; et à Mate Granić (en), ancien ministre des Affaires étrangères et candidat de l'Union démocratique croate (HDZ).
En obtenant 1 100 671 voix, soit 41,1 % des suffrages exprimés, il se classe premier et se qualifie pour le second tour, devançant Budiša de 360 000 voix et Granić de 500 000. Le 7 février, Stjepan Mesić est élu président de la République en remportant 1 433 372 voix, soit 56 % des suffrages exprimés. Dix jours seulement après l'investiture du Premier ministre social-démocrate Ivica Račan, la HDZ se retrouve totalement exclue du pouvoir.

#### Un pro-européen très critique de Tuđman
Il a critiqué durement la politique de l'ancien président Franjo Tuđman, le tenant pour nationaliste et autoritaire, privant de liberté des médias et menant une mauvaise politique économique. Mesić a favorisé alors les investissements étrangers et a mené une politique plus libérale pour la Croatie.
Après les amendements constitutionnels adoptés en septembre 2000, il perd beaucoup des pouvoirs qu'avait son prédécesseur en matière de politique intérieure, transférés au Premier ministre et ses ministres.
Très actif en matière de politique étrangère, Mesić a défendu le projet d'entrée de la Croatie dans l'Union européenne. Il a aussi été à l'origine des excuses au président de l'État de Serbie-et-Monténégro, de la part de la Croatie, pour les crimes de guerre éventuellement commis. Il s'est déclaré réservé au sujet de l'intervention militaire des États-Unis d'Amérique en Irak et a préconisé une action sous l'égide de l'ONU. Il a développé des relations avec la Libye et a rendu visite à plusieurs reprises au colonel Mouammar Kadhafi, contre l'avis du Royaume-Uni et de la diplomatie européenne.

#### Un président assumant le passé trouble de la Croatie

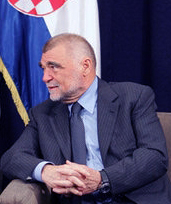
Stjepan Mesić, le 6 mai 2006.

En septembre 2000, à la suite des mises en accusation du Tribunal pénal international pour l'ex-Yougoslavie (TPIY) et en tant que président, il a mis 7 généraux croates à la retraite, dont Ante Gotovina, qui avaient écrit deux lettres ouvertes accusant le gouvernement de « mener campagne pour criminaliser la guerre d'indépendance et d'accuser et de négliger l'armée croate ». Mesić a affirmé que des officiers ne pouvaient écrire des lettres politiques publiques sans l'accord du commandant en chef. L'opposition d'extrême-droite et le HDZ ont critiqué cette mesure, l'accusant de mettre en danger la sécurité nationale. Mesić confirma sa décision et la réitéra en mettant à la retraite 4 autres généraux.
Mesić a été entendu comme témoin au Tribunal pénal international pour l'ex-Yougoslavie (TPIY) concernant les actions de l'armée croate en Bosnie-Herzégovine. La droite s'interroge sur ses motifs et conteste la véracité de son témoignage ; elle l'accuse d'être un « traître ».

#### Une cohabitation et une réélection facile
Aux élections législatives de 2003, la coalition menée par Ivica Račan vole en éclats. Constatant la répartition des forces politiques, le chef de l'État nomme Ivo Sanader, président de la HDZ au profil pro-européen, au poste de Premier ministre. Pour la première fois depuis son indépendance, la Croatie vit une période de cohabitation.
Dans la perspective de l'élection présidentielle des 2 et 16 janvier 2005, Stjepan Mesić reçoit l'investiture du HNS, du SDP, du HSS, de l'IDS et de petits partis libéraux et régionaux.
Son résultat du premier tour est sensiblement identique à celui de 2000, avec 1 089 398 voix, mais la chute de la participation lui permet de monter jusqu'à 48,9 % des voix. Il rate l'élection au premier tour de 24 139 suffrages et se trouve donc opposé, quinze jours plus tard, à Jadranka Kosor, Vice-Première ministre, ministre de la Famille, candidate de la HDZ, qu'il a devancé de 637 000 voix. Le second tour se révèle sans danger, puisque le président sortant reçoit 1 545 451 voix, ce qui correspond à 65,93 % des suffrages exprimés. Kosor échoue donc largement, puisqu'elle accuse un retard de 702 000 suffrages.
Lorsque Sanader remet sa démission en juillet 2009, Mesić suit la recommandation de la coalition majoritaire et confie à Kosor la direction du gouvernement. C'est la première fois en Croatie qu'une femme prend ainsi la tête de l'exécutif.
À l'issue de son second mandat de cinq ans, il ne peut plus prétendre à la fonction présidentielle. Le 18 février 2010, il transmet ses pouvoirs au social-démocrate Ivo Josipović.

## Vie privée
En 1961, il se marie à Milka Dudundić avec qui il aura deux filles. Stjepan Mesić est ceinture noire de Nanbudo.